# Mniszek (Mniszek)
Mniszek – osada leśna wsi Mniszek w Polsce, położona w województwie lubelskim, w powiecie kraśnickim, w gminie Gościeradów.
W latach 1975–1998 osada administracyjnie należała do województwa tarnobrzeskiego.